# 安徽神学院
安徽神学院是由安徽省基督教协会于1986年创办的一所省级神学教育机构，位于中国安徽省省会合肥市。自创校以来，该学院已经为安徽省教会培养了2400多名畢業生。

## 历史
1986年3月，安徽神学院由安徽省基督教协会创办。次年6月，学校借用合肥市基督教堂开办两年制神学中专班。
1991年，举办一年制教牧人员培训班。
1992年，神学院迁至合肥北郊，租房办学。
1996年，购12亩土地，用于建设新校区。 
1997年，学校开始提供三年制神学课程。
1999年，新校区竣工，建筑面积约6000平方米。

## 现状
安徽神学院的教学目的是培养具有一定神学造诣、能带领信徒走爱国爱教道路的基督教教牧人员。开设的宗教专业课有：基督教爱国主义教程、神学思想建设、新旧约圣经注释、基督教神学、教会历史、教牧学、释经学、讲道法、基督教伦理学、崇拜学、教会管理学、教牧心理辅导和圣乐等。
目前在校学生约170人，已毕业学生2400余人，包括神学班学生和培训班学生，大部分在安徽教会从事牧养工作。

神学院现任院长为陈田元牧师，师资队伍包括专职教师11人，兼职教师若干人。学院还多次举办教师教学能力提升培训班。

安徽神学院校园占地面积12亩，设有教学楼、宿舍楼、礼堂等。学校图书馆藏书3万余册。
神学院也是联合圣经公会的圣经资源分发站。

## 地址
校园地址：安徽省合肥市新站区扶疏路中段
邮箱：anhuishenxueyuan@126.com 

## 外部連結
https://www.ccctspm.org/ （页面存档备份，存于）  中国基督教网